# وحدت سة (مقاطعة فهرج)
وحدت سة (بالفارسية: تلمبه وحدت سه) هي مستوطنة تقع في ناحية نغين كوير في إيران. يقدر عدد سكانها بـ 86 نسمة .